# Souselas
Souselas is een plaats (freguesia) in de Portugese gemeente Coimbra en telt 3 146 inwoners (2001).